# Nea Peramos
Nea Peramos (greacă Νέα Πέραμος) este un oraș în Grecia în prefectura Attica.